# Бачени (Бузау)
Бачени (рум. Băceni) насеље је у Румунији у округу Бузау у општини Берка. Oпштина се налази на надморској висини од 532 m.

## Становништво
Према подацима из 2002. године у насељу је живело 158 становника, од којих су сви румунске националности.